# هيروشي ميازاوا
هيروشي ميازاوا (بالكانا:みやざわ ひろし) هو سياسي ياباني، ولد في 22 سبتمبر 1921 في اليابان، وتوفي بنفس المكان في 26 مايو 2012. حزبياً، نشط في الحزب الليبرالي الديمقراطي الياباني. انتخب عضو مجلس المستشارين.